# Ganoderma ungulatum
Ganoderma ungulatum är en svampart som beskrevs av J.D. Zhao & X.Q. Zhang 1984. Ganoderma ungulatum ingår i släktet Ganoderma och familjen Ganodermataceae.   Inga underarter finns listade i Catalogue of Life.